# Adamelito
 Adamelito (ou quartzo monzonítico)  é um tipo de granito no qual a plagioclase calco-sódica se encontra na proporção de um a dois terços do total de feldspato. 
Inicialmente, o termo foi reservado a quartzodioritos (dioritos com quartzo), desde que essas rochas contivessem hornblenda e biotite em quantidades apreciáveis. 
Presentemente, o termo é utilizado para designar, quase como sinónimo, o diorito quartzítico. O nome deriva de este tipo de rochas ter sido encontrado, em primeiro lugar, no Monte Adamelo, Itália.